# Jaromír Vašta
Jaromír Vašta (21. července 1931 Znojmo – 29. května 1996 Praha) byl český režisér a scenárista.

## Životopis
Jaromír Vašta se narodil do učitelské rodiny ve Znojmě. Od mládí byl rodiči veden k hudbě a umění. Vystudoval obor filmová režie na Filmové a televizní fakultě Akademie múzických umění v Praze. Studium zakončil krátkým dokumentem Prokop Diviš (1955). Po ukončení studia začal pracovat jako redaktor a režisér v redakci publicistiky a dokumentaristiky v Československé televizi. Na počátku šedesátých let přestoupil do redakce zábavy. Patřil ke generaci, kterou nadchlo nové médium televize a televizní tvorbě zasvětil celý svůj život. Pro televizi natočil v první polovině šedesátých let dva díly seriálu Tři chlapi v chalupě. Zásadní se pro něho stala spolupráce s divadlem Rokoko. Patřil do týmu „tří V“ vedle divadelního ředitele Darka Vostřela a dirigenta Josefa Vobruby, který zviditelnil umělce divadla Rokoko (Václava Neckáře, Helenu Vondráčkovou, Martu Kubišovou, Waldemara Matušku, Karla Štědrého, Evu Pilarovou a další) široké veřejnosti díky televizním hudebním pořadům. Mezi lety 1963–1966 se podílel jako režisér na třiceti dílech písničkového cyklu Vysílá studio A. Tento úspěšný cyklus následoval komediální seriál Píseň pro Rudolfa III., který se stal prezentací populárních zpěváků té doby.
Patřil k přátelům Dobroslava Folla a stal se členem skupiny Radar, která se řídila principem uměleckého sdružení Skupina 42 a sdružovala nejen výtvarné umělce, ale také autory dalších médií i jiných kulturních oblastí. Houslové kvarteto složené ze členů skupiny v čele s „recesistou“ Dobroslavem Follem jednou vystoupilo také v Československé televizi v rámci pořadu Vysílá studio A. Na podzim roku 1967 skupinu opustil.
Jako režisér se podepsal i pod řadou videoklipů, kterým se v té době říkalo televizní písničky. Například v roce 1963 natočil píseň „Motýl“ autorů Jiřího Suchého a Jiřího Šlitra, klip „Slavíci z Madridu“ s Waldemarem Matuškou (1968) nebo „Bim Bam Biri Biri Bam“ s Václavem Neckářem (1969). V Západním Německu natočil hudební film Revue pro následníka trůnu s Golden Kids (1969). V divadle Rokoko realizoval například představení Chan & Son nebo Osm lásek Waldemara Matušky.
Za své kritické názory na okupaci v srpu 1968 a normalizační politiku vlády musel z Československé televize v roce 1969 odejít. Živil se různě. Pracoval v dělnických profesích, například jako kameník při opravách Karlova mostu.
Do Československé televize se vrátil počátkem osmdesátých let 20. století s podlomeným zdravím. Tvorbou z tohoto období na své úspěchy již nenavázal. Natočil řadu silvestrovských zábavných pořadů. Během dalšího desetiletí účinkoval jako průvodce svých pořadů ze šedesátých let.
Zemřel 29. května 1996 v Praze.

## Výběr z tvorby
Ve své tvorbě se věnoval především režii televizních filmů, seriálů a zábavných pořadů. Na některých pořadech se podílel i jako scenárista.

### Televizní filmy a seriály
- Pekař Jan Marhoul (studentský film)
- 1961 Chvíle rozhodnutí
- 1962 Po stopě zlého činu
- 1963 Šest žen
- 1967–1969 Píseň pro Rudolfa III. (seriál)
- 1969 Revue pro následníka trůnu
- 1981 Štědrý den bratří Mánesů
- 1982 Romance ze Savoy varu
- 1984 Praha, jak ji mám rád
- 1989 Petr Pan

### Zábavné hudební pořady
- 1961 Mistr to stihne
- 1964 Vysílá studio A
- 1965 Hudební křižovatka
- 1966 Silvestr na Dunaji
- 1969 Andělé pro lady F
- 1982 Sejdeme se Na Výsluní
- 1983 A jedeme dál
- 1986 Než se mlha zvedne
- 1987 Namaluj ni slunce
- 1988 Elvis Presley
- 1990 Rokokoktejl aneb Setkání po 22 letech
- 1995 Vysílá studio A po třiceti letech...
- 1995 To je šoubyznys